# Joan Sales i Vallès
Joan Sales i Vallès (Barcelona, 19 de novembre de 1912 - 12 de novembre de 1983) fou un escriptor, poeta, traductor i editor català. La seva obra més coneguda és la novel·la Incerta glòria.
Com a editor, va fundar amb Xavier Benguerel el Club Editor, que va publicar La plaça del Diamant de Mercè Rodoreda i Bearn o La sala de les nines de Llorenç Villalonga, entre altres obres emblemàtiques. Fou promotor de la revista Quaderns de l'exili.
Se li va concedir la Creu de Sant Jordi el 1982.
| «                                     | Des de fa 500 anys, els catalans hem estat uns imbècils. ¿Es tracta, doncs, de deixar de ser catalans? No, sinó de deixar de ser imbècils. | » |
| — Joan Sales (Barcelona, 1912 – 1983) | |   |

## Biografia

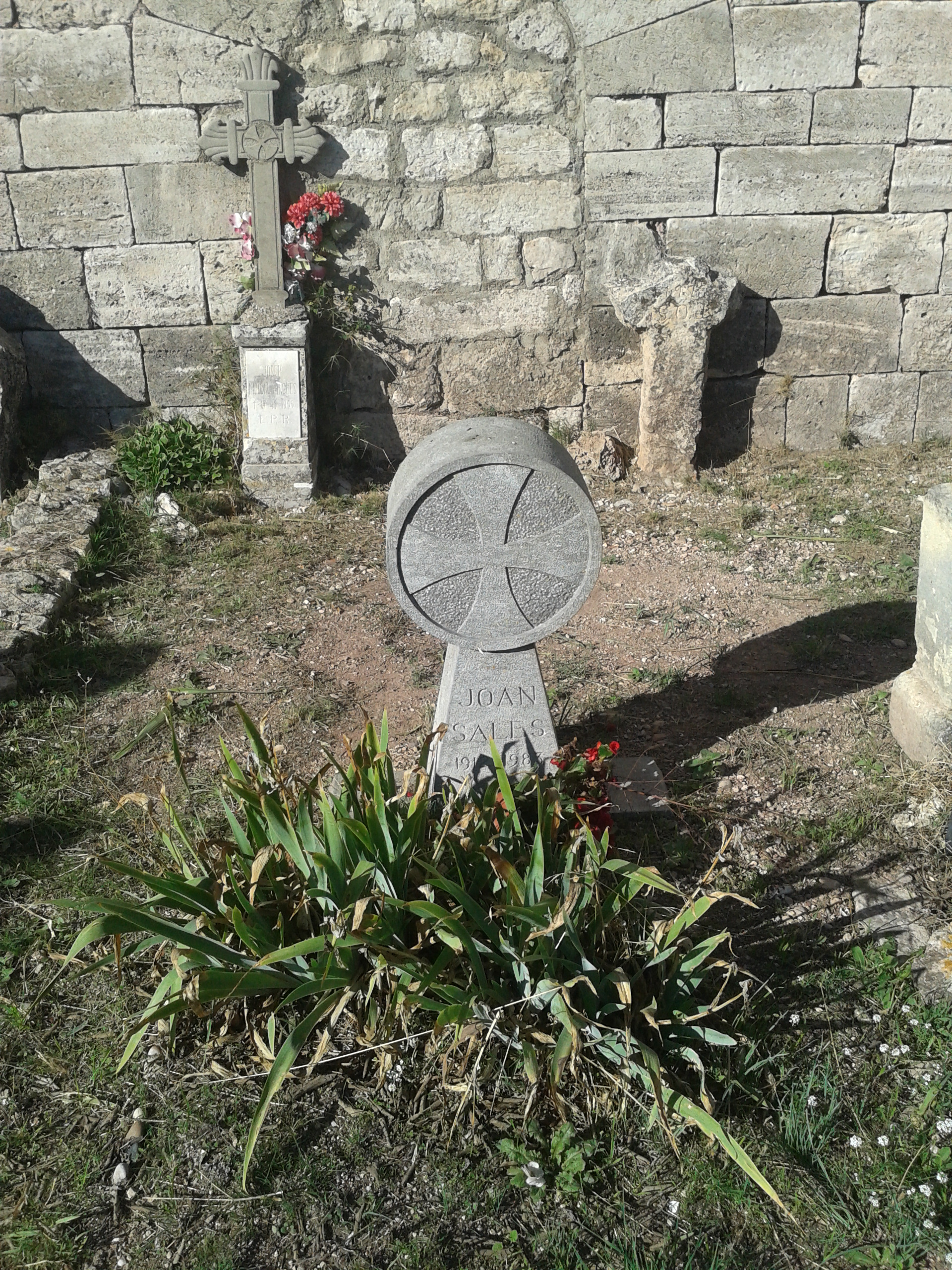
Tomba de Joan Sales al cementiri de Siurana (el Priorat)

Joan Sales i Vallès nasqué el 19 de novembre de 1912, al barri de l'Eixample de Barcelona, en una família originària de Vallclara, a la Conca de Barberà. Políticament, el seu entorn familiar progressa des del tradicionalisme fins al catalanisme proper a la Lliga Regionalista. Va actuar de ben jove en oposició a la dictadura de Miguel Primo de Rivera i per això seria empresonat tres mesos quan tenia quinze anys.
En ocasió de la ruïna soferta pel negoci del pare, la família es reclou a Vallclara, si bé Sales, esdevingut batxiller a Lleida, amb disset anys es va establir pel seu compte a Barcelona i s'afilià al Partit Comunista Català. Allà hi va conèixer Núria Folch i Pi, amb qui es casà el 1933 i tingueren una filla el mateix any, Núria Sales i Folch. Sales deixaria el partit al cap de tres anys, quan aquest va perdre el seu caràcter català, en mans de Joaquim Maurín.
Llicenciat en dret per la Universitat de Barcelona el 1932, va ser un dels primers professors de català del cens oficial de la Generalitat de Catalunya format per Pompeu Fabra.

### Guerra civil i exili
En esclatar la Guerra Civil espanyola, va graduar-se a l'Escola de Guerra i va ser nomenat oficial. Va anar als fronts de Madrid i Aragó, per la tristesa que li produïa el desgovern a la rereguarda i la seva voluntat de mantenir el poder de la Generalitat republicana.
Va conèixer el poeta Màrius Torres, ja malalt de tuberculosi, amb qui l'uniria una intensa relació d'amistat i amb qui mantingué una efusiva relació epistolar fins a la mort del poeta ilerdenc, el 1942. De Màrius Torres va rebre influència literària.
El 1939 es va exiliar a França i després, el 1940, a la República Dominicana, d'on passaria a Mèxic el 1942. Va treballar-hi com a linotipista. A l'exili, va impulsar una revista profundament ideològica, Quaderns de l'exili (1943-1947). El seu text Els Òrsides és una crítica als intel·lectuals que no assumeixen els reptes crítics del país. Des d'allà va editar, amb estudis i anotacions, L'Atlàntida, Canigó, La nacionalitat catalana i la primera edició de les Poesies de Màrius Torres (1947).

### Editor
Un cop retornat a Catalunya, el 1948, es va centrar en tasques editorials i va descobrir autors fonamentals per a la literatura catalana moderna (Màrius Torres, Llorenç Villalonga i Mercè Rodoreda). També es feu militant d'Unió Democràtica de Catalunya.
El 1955 va fundar amb Xavier Benguerel i Joan Oliver El Club dels Novel·listes, amb el qual volien ampliar el públic lector català, desenvolupant un gènere narratiu més popular i amb un nivell de llengua més accessible.
Des del seu segell editorial, el Club Editor, va oferir al públic la seva obra Incerta glòria, que no aparegué en edició definitiva fins al 1969, i el seu epistolari de guerra i d'exili, Cartes a Màrius Torres (1976). Altres obres seves són el llibre de poemes Viatge d'un moribund (1952), les seves traduccions de Kazantzakis i Dostoievski o l'esbós d'una òpera bufa musicada per Joan Altisent, En Tirant lo Blanc a Grècia.
Sales va ser documentalista i anotador de la Historia de España i de la Història dels Catalans de Ferran Soldevila, i va escriure pròlegs de nombroses obres de Joan Coromines, Mercè Rodoreda i Llorenç Villalonga. Va dirigir l'Oficina de Català de la Diputació de Barcelona fins que es jubilà el 1982. Poc després Incerta glòria va ser publicada dins de la col·lecció de la MOLC. Sales morí a Barcelona el 12 de novembre de 1983 i fou enterrat a Siurana (Cornudella de Montsant, el Priorat). Pòstumament, es van publicar els seus Contes d'ahir i d'avui (1987) i la seva correspondència amb Mercè Rodoreda (2008).

## Pensament
Ell mateix s'autodefinia com poeta per atzar i novel·lista editor per necessitat, catòlic convers i catalanista d'arrel. Va créixer en un entorn intel·lectual catalanista proper al marxisme, del qual es va desvincular progressivament. Pensava que la Guerra Civil espanyola s'havia convertit en una mena de guerra civil entre catalans. Una de les seves frases preferides per a referir-se a aquest episodi era: Ens vam trobar entre dues mentides, la del roig i la del negre. Entenia la literatura com una eina per a la defensa de Catalunya: "la literatura per a mi no té sentit si no és en funció de Catalunya".

## Obres
- 1950 — Rondalles escollides de Guimerà, Casaponce i Alcover (il·lustracions d'Elvira Elias)
- 1951 — Rondalles gironines i valencianes (il·lustracions d'Elvira Elias)
- 1952 — Rondalles d'ahir i avui (il·lustracions de Montserrat Casanova)
- 1952 — Viatge d'un moribund
- 1953 — Rondalles escollides de Ramon Llull, Mistral i Verdaguer (il·lustracions d'Elvira Elias, pròleg de Carles Riba)
- 1956 — Incerta glòria
- 1969 — Incerta glòria (sense censurar, revisada i ampliada)
- 1972 — En Tirant lo Blanc a Grècia, òpera bufa
- 1976 — Cartes a Màrius Torres
- 1981 — El vent de la nit
- 1986 — Cartes de la guerra

## Traduccions
En castellà
- Gustave Flaubert, Madame Bovary. Salambó, Barcelona: Vergara, 1962
- Fiódor Dostoievski, Los hermanos Karamazov, Barcelona: Grans Èxits, DL, 1996.

En català
- Aurora Bertrana, Entre dos silencis, Barcelona: Club dels Novel·listes, 1958
- Nikos Kazantzakis, El Crist de nou crucificat, Barcelona: Club dels Novel·listes, 1959. 2a ed. 1994.
- Fiódor Dostoievski, Els germans Karamàzov, Barcelona: Club dels Novel·listes, 1961.
- Louis Delluc, El garrell, Barcelona: Club Editor, 1963. 2a ed. Barcelona: Club Editor/Kapel, 1984.
- François Mauriac, Thérèse Desqueyroux, traducció i nota final de Joan Sales, Barcelona:Vergara, 1963. 2a ed. Barcelona: Proa, 1985.

## Premis
- 1955 — Joanot Martorell per Incerta glòria
- La novel·la Incerta glòria va obtenir dos premis més: el premi Ramon Llull (1968) i el Premi Ciutat de Barcelona.
- 1982 — Creu de Sant Jordi